# L’Assomption (regionale Grafschaftsgemeinde)
L’Assomption ist eine regionale Grafschaftsgemeinde (französisch municipalité régionale du comté, MRC) in der kanadischen Provinz Québec.
Sie liegt in der Verwaltungsregion Lanaudière und besteht aus sechs untergeordneten Verwaltungseinheiten (vier Städte, zwei Sprengel). Die MRC wurde am 1. Januar 1983 gegründet. Der Hauptort ist L’Assomption. Die Einwohnerzahl beträgt 124.759 (Stand: 2016) und die Fläche 255,65 km², was einer Bevölkerungsdichte von 488,0 Einwohnern je km² entspricht.

## Gliederung
Stadt (ville)
- Charlemagne
- L’Assomption
- L’Épiphanie
- Repentigny

Sprengel (municipalité de paroisse)
- L’Épiphanie
- Saint-Sulpice

## Angrenzende MRC und vergleichbare Gebiete
- Montcalm
- Joliette
- D’Autray
- Marguerite-D’Youville
- Montreal
- Les Moulins